# Reichertshausen
Reichertshausen település Németországban, azon belül Bajorországban. Lakosainak száma 5200 fő (2023. december 31.).

## Népesség
A település népessége az elmúlt években az alábbi módon változott:
| Lakosok száma | 287  | 770  | 2793 | 3837 | 4872 | 4949 | 5084 | 5041 | 5081 | 5200 |
|               | 1875 | 1950 | 1975 | 1987 | 2012 | 2014 | 2016 | 2017 | 2021 | 2023 |